# ウラノメトリア
『ウラノメトリア』 (VRANO=METRIA ［sic］) は、1603年にドイツのヨハン・バイエルによって出版された星図書である。『バイエル星図』 ともいう。

## 書名

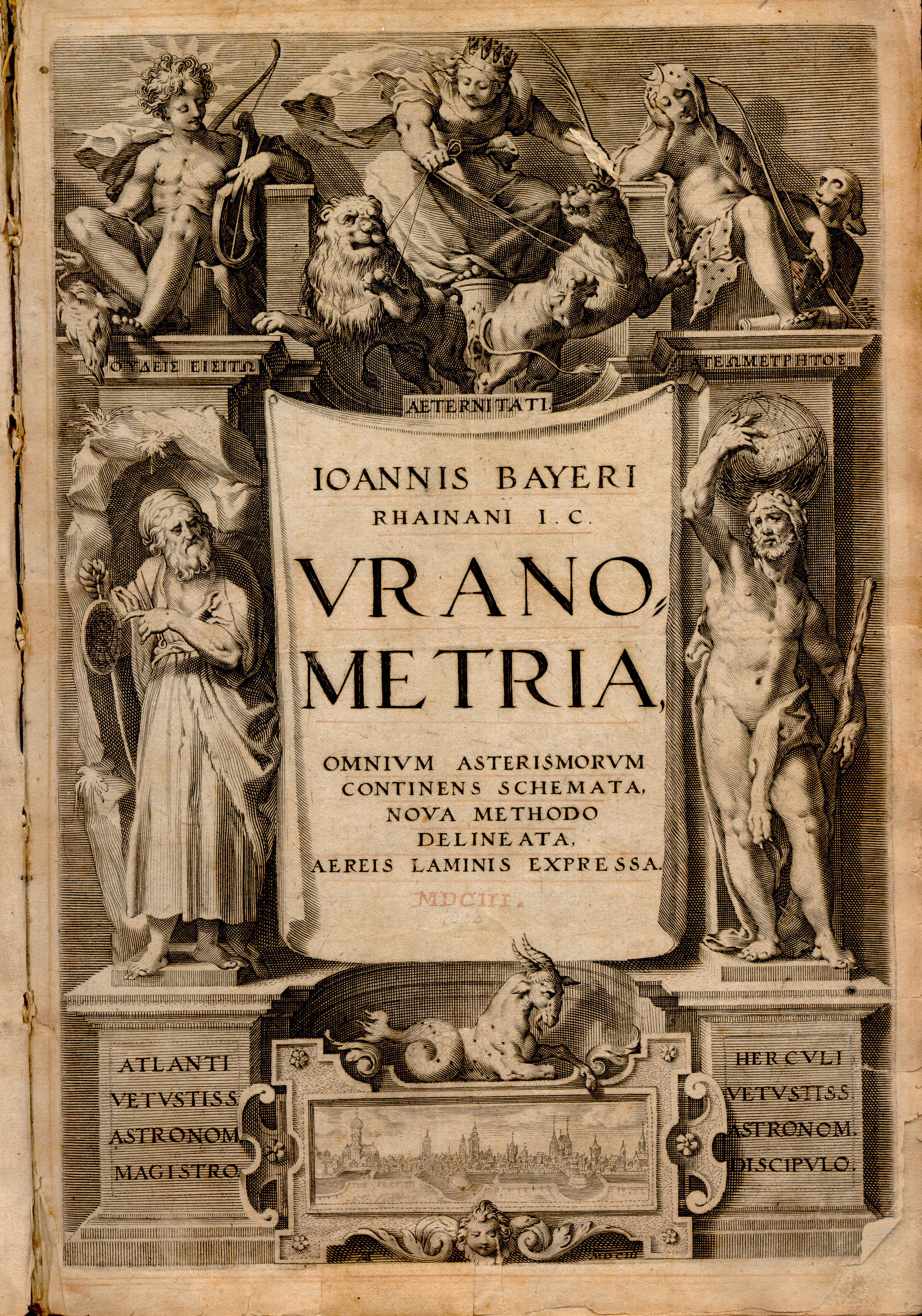
『ウラノメトリア』 の扉

書名は、正式には Uranometria: Omnium Asterismorum Continens Schemata, Nova Methodo Delineata, Aereis Laminis Expressa といい、『ウラノメトリア - 新しい方法で描かれ、銅版印刷されたすべての星座の図を集めた』 という意味である。
『ウラノメトリア』 Uranometria はギリシア語源のラテン語で、「天空」 を意味する urano- と 「測定」 を意味する -metr- からなる。urano- はギリシア神話に登場する天空神で巨神族のウーラノス (Οὐρανός) やムーサイの一柱ウーラニアー (Οὐρανία) に見えている（上掲扉絵の中央上部の女性がウーラニアー）。urano- を geo- に入れ換えると、幾何学にあたる geometry になる。

## 概要
『ウラノメトリア』 は、1603年にバイエルが制作した全天を包括した最初の星図書 (star atlas) である。印刷者はクリストフ・マング(Christophorus Mangus) 。星座絵を含む星の描画ならびに彫金は、アレクサンダー・マイヤー (Alexander Mair、1562年頃-1617年) が担当した。
天の南極周辺のみを描いた天球儀や一枚ものの天球図は、本書以前にも存在する。
黄道座標によっており、星の配置は地上から見上げた状態（現代の通常の星図と同じ）である。
図版は全52葉からなっている。うち1葉は、扉に収められた口絵なので、星図は51葉になる。星図は、まずプトレマイオスの48星座に1葉ずつをあて、49番目にはプトレマイオスが知ることのできなかった天の南極周辺の新しい星座を一括して描いている。末尾の2葉は、北半球と南半球の天球図である。

## 特徴
『ウラノメトリア』 にはいくつかの画期的な特徴があり、後代まで多大な影響を及ぼした。

### 参照符号
バイエルは、星図上にギリシア文字やローマ文字による符号を添えて、対応するテクストと参照できるようにした。これは、後代の天文学者によって恒星の表示法として利用され、バイエル符号と呼ばれている。

### 新しい星座

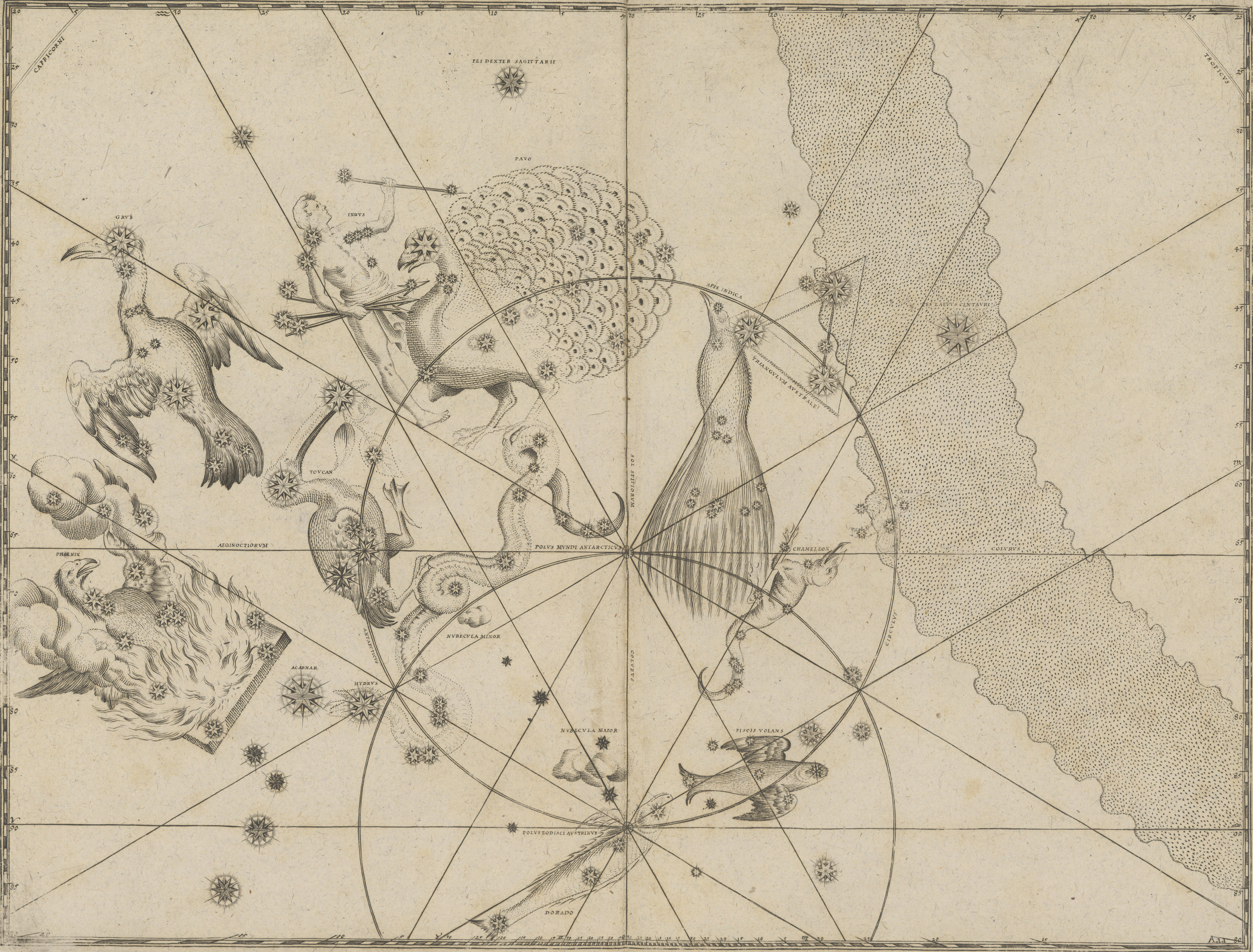
『ウラノメトリア』（1661年版）に描かれた天の南極周辺の星図

それまで、長らく 『アルマゲスト』 に収録されている 「プトレマイオスの星表」 の星座、いわゆるプトレマイオスの48星座が伝統的に使われてきた。『ウラノメトリア』 には、「プトレマイオスの星表」 には収録されていない天の南極付近の星々と星座が描かれている。その新しい星座のことをバイエル星座という。バイエル星座は次のとおり。
- インドのみつばち座（「インドの鳥」 の誤記とされる。現行名はふうちょう座）
- みなみのさんかく座
- インディアン座
- カメレオン座
- きょしちょう座
- くじゃく座
- しいら座（日本ではかじき座と呼ばれる）
- つる座
- ほうおう座
- とびうお座
- みずへび座
- みつばち座（後にはえ座に改名）

また、これらバイエル星座と呼ばれるものの他にも、次のような新しい星座が見られる。
- ベレニーケーの髪の毛座（麦の束座）
- リンゴの枝座
- ガニメデス座
- 十字架座
- はと座

バイエル星座は学術用語として、『学術用語集 天文学編』 の1994年版に収録されている。ところが、1980年代頃から英語圏ではこれらの星座がバイエルの設定ではないことから 「カイザーとハウトマンの星座」 と呼ばれている。日本でも、1990年になって金井三男がこの表現を使っている。ただし、これらの星座の中には、カイザーやハウトマンが航海したことのない南米原産のオオハシ（きょしちょう座のこと）が含まれていたり、南洋航海とは関係のない鶴や伝説上の幻獣であるフェニックスが見られることから、設定者は別にいるのではないかとも考えられている。

## 『ウラノメトリア』 の出典

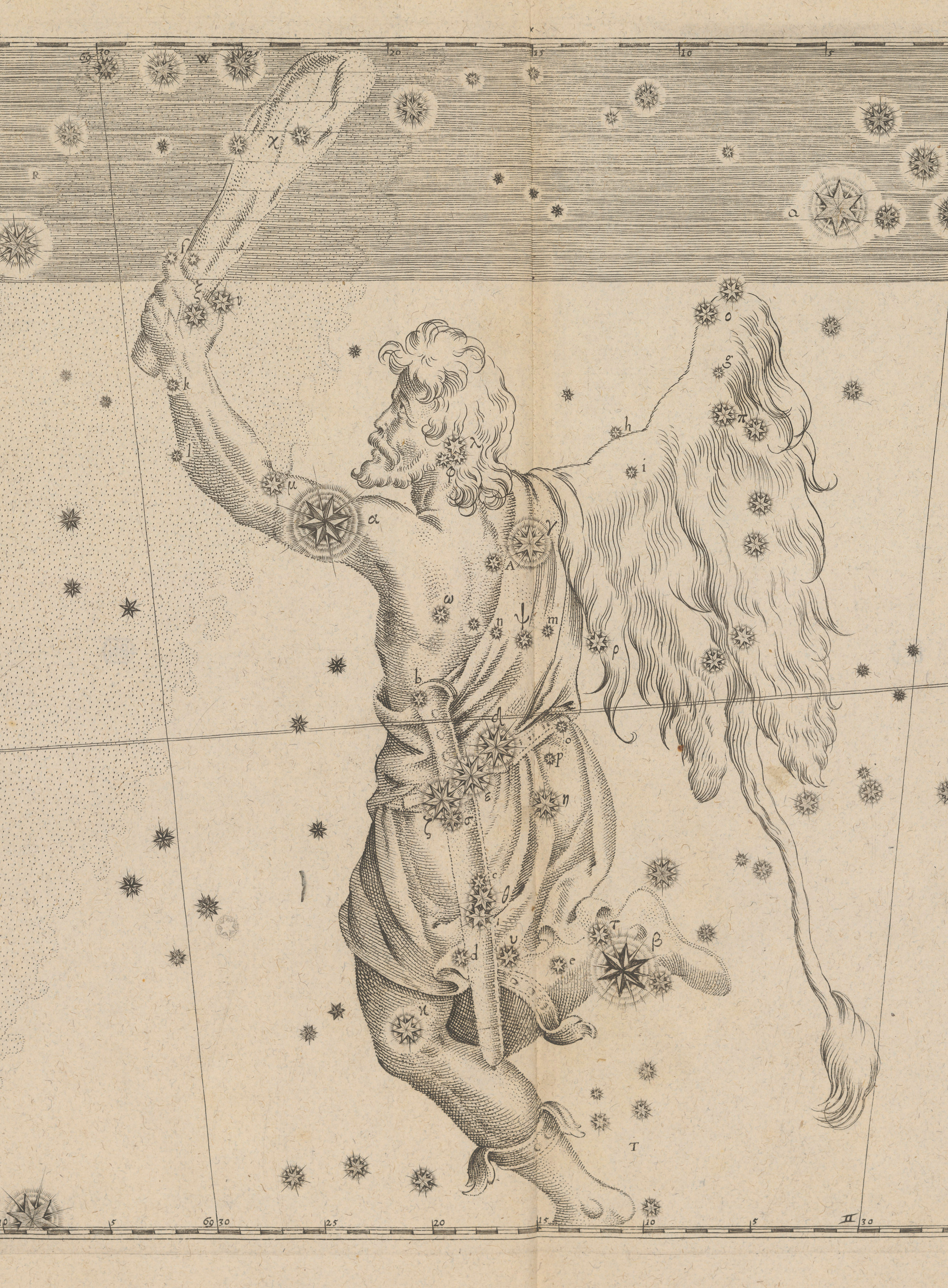
オリオン座

以上のような特徴を備えた画期的な 『ウラノメトリア』 ではあるが、バイエルの独創ではなく、出典が幾つも見つかっている。
まず、恒星のデータは、主として 「ティコの星表」 の完全版に拠っている。「ティコの星表」 が公刊されたのは、不完全版でさえ1602年のことであり、完全版は、1627年にようやくケプラーの 『ルドルフ表』 に収録された。しかし、星表そのものは16世紀末に同人誌（手書きコピー本）として流布されており、プランシウスやホンディウス、ブラウらが天球儀を作製する際に依拠していた。また、「ティコの星表」 に収録されていない南部は 「プトレマイオスの星表」 によって補っており、天の南極付近は、バイエルによればアメリゴ・ヴェスプッチ、アンドレアス・コルサーリ、ペドロ・デ・メディナ、ペトルス・テオドルスの観測に基づいているされている。実際のデータはテオドルスに拠っているものと考えられている。
星図帳形式や星に参照符号を添えているのは、半世紀ほど前にイタリアのピッコロミニが出版した星図で用いている手法である。
また、星座絵図の中に、グロティウスの 『アラテア集成』 に挿まれたヤコブ・デ・ヘインの星座図のコピーが幾つか見られる。